# Ciampino
Ciampino är en stad och en kommun i storstadsregionen Rom, innan 2015 provinsen Rom, i regionen Lazio i Italien. Kommunen hade 38 963 invånare (2018) och gränsar till kommunerna Grottaferrata, Marino och Rom. Ciampino var fram till 1974 en frazione i kommunen Marino innan den blev en egen kommun. I kommunen ligger Rom-Ciampino flygplats.